# Ідрісово (Кігинський район)
Ідрі́сово (рос. Идрисово) — присілок у складі Кігинського району Башкортостану, Росія. Входить до складу Арслановської сільської ради.
Населення — 197 осіб (2010; 205 в 2002).
Національний склад:
- башкири — 100 %